# Dipsas catesbyi
Dipsas catesbyi es una especie de serpiente no venenosa que pertenece a la familia Colubridae. Es una culebra nocturna, nativa del norte de América del Sur, que se alimenta principalmente de caracoles arbóreas. No tiene subespecies reconocidas.

## Distribución y hábitat
Su área de distribución incluye Bolivia, Brasil, Colombia, Ecuador, Guayana Francesa, Guyana, Perú, Surinam y Venezuela.
Su hábitat se compone de bosque húmedo tropical y bordes de bosque, desde las tierras bajas hasta altitudes de 1.500 m s. n. m.